# Miklós Horthy (syn)
Miklós Horthy Ifjabb (dosł. młodszy, właściwie Miklós Horthy de Nagybánya II, ur. 14 lutego 1907 w Puli, zm. 28 marca 1993 w Estoril) – węgierski polityk, najmłodszy syn węgierskiego regenta, Miklósa Horthyego.
W młodości razem z bratem Istvánem, pomimo wyznania reformowanego, był aktywnym działaczem katolickiego harcerstwa węgierskiego (Magyar Cserkészszövetség).
W okresie rządów ojca był przedstawicielem Węgier w Brazylii. Po śmierci Istvána jego rola w rządzie węgierskim wzrosła. Starał się, w jak najkorzystniejszy sposób wycofać Królestwo Węgier z wojny po stronie Państw Osi. 15 października 1944 roku, w ramach Operacji Mickey Mouse, został przez komandosów III Rzeszy pod dowództwem Otto Skorzeny’ego porwany z Węgier, by zmusić regenta do porzucenia planów kapitulacji i stanięcia po stronie Aliantów.
Pomimo porwania jego ojciec nie wycofał się z prób porozumienia z Aliantami, w efekcie czego został przez Niemców obalony i osadzony w Bawarii. Młody Miklós został natomiast wysłany do obozu Dachau, gdzie doczekał wyzwolenia obozu przez Amerykanów 5 maja 1945 roku.
Po zakończeniu wojny razem z ojcem udał się na wygnanie do Portugalii, gdzie zamieszkali w Estoril pod Lizboną.
Zmarł 28 marca 1993 w domu w Estoril. Miał dwie córki – Zsófię (ur. 1928) i Nicolette (ur. 1929).